# Ясноморское
Ясномо́рское (с 1905 по 1945 — Окоо (яп. 阿幸), до 2004 года — Ясноморский) — село в Не́вельском городском округе, Сахалинской области России.
С 1947 по 2004 годы — посёлок городского типа Ясноморский. Во времена РСФСР в посёлке было сосредоточено разведение осенней кеты.

## География
Расположено на южном берегу острова Сахалин в 8 км к северу от районного центра города Невельск.
В селе протекает река Ясноморка.

## История
Согласно Портсмутскому мирному договору (1905), завершившему Русско-японскую войну (1905), южная часть острова Сахалин отошла к Японии. В этот период японцами началось освоение территорий. В том числе с начала 1900-х основывается поселение Окоо (яп. 阿幸).
В начале 1920-х был построен рыбоводный завод, на котором началось разведение осенней кеты.
До 1945 года принадлежало японскому губернаторству Карафуто. После передачи Южного Сахалина СССР село 15 октября 1947 года по предложению местных жителей получило современное название — Ясноморское. В этом же году получает статус посёлка городского типа.
В Советский период посёлок активно развивается. В послевоенный период на рыбоводном заводе происходит реконструкция. С каждым годом росла мощность предприятия и выпуск продукции.
Развивается инфраструктура: строятся школа, детский сад, участковая больница, клуб, библиотека, почта и магазины. В посёлке строятся двухэтажные деревянные дома.
До начала 2000-х в посёлке действовали железнодорожная станция и пограничная застава.
В дальнейшем упадок посёлка связан с экономическим кризисом 1990-х годов, сопровождающимся сокращением производства на рыбоводном заводе. Численность населения начала падать, закрылись многие учреждения (школа, больница и т. д.).
Постановлением Администрации Сахалинской области от 17.06.2004 № 84-па посёлок Ясноморский преобразована в село Ясноморское.

## Население
| 1925 | 1935  | 1959  | 1970 | 1979 | 1989 | 2002 |
| ---- | ----- | ----- | ---- | ---- | ---- | ---- |
| 1248 | ↗2438 | ↘1872 | ↘425 | ↘338 | ↘217 | ↘182 |
| 2010 | 2013  | 2021  |      |      |      |      |
| ↘161 | ↘148  | ↘65   |      |      |      |      |

По переписи 2002 года население — 182 человека (86 мужчин, 96 женщин). Преобладающая национальность — русские (87 %).

## Экономика
С 1923 года в посёлке действует рыбоводный завод, основным видом деятельности которого — разведение осенней кеты. В 1940 году был перенесён на 8 км от устья реки Ясноморки, где располагается и сейчас.
В селе имеется дайвинг-центр «Ясноморский».

## Транспорт
Железнодорожная станция Ясноморский на линии Горнозаводск — Ильинский.